# Botrychium jenmanii
Botrychium jenmanii là một loài dương xỉ trong họ Ophioglossaceae. Loài này được Underw. mô tả khoa học đầu tiên năm 1900.